# Quintus Fabius Vibulanus Ambustus
Quintus Fabius Vibulanus Ambustus was een Romeins generaal en politicus, die in 423 v.Chr. consul van de Romeinse Republiek was.
Fabius Vibulanus Ambustus was lid van de patricische gens Fabia en zijn vader Quintus Fabius Vibulanus was in 467, 465 en 459 v.Chr. consul.
In 423 v.Chr. werd hij tot consul verkozen. Terwijl zijn medeconsul Gaius Sempronius Atratinus ten strijde trok tegen de Volsken nam hij de bescherming van de stad Rome op zich. In 416 en 414 v.Chr. was hij een van de krijgstribunen met consulair gezag.